# Quintessential Player
Quintessential Player jest odtwarzaczem multimedialnym dla Windows na licencji freeware. Jego twórcą jest Paul Quinn, odpowiedzialny także za rozwój programu.
Aplikacja obsługuje wszystkie popularne formaty audio włączając w to MP3, WMA, Ogg Vorbis i CDs. Powiększenie możliwości QCD oferują wtyczki, a skórki pomagają zmienić wygląd interfejsu.